# Union Bordeaux Bègles
L'Union Bordeaux Bègles è un club francese di rugby XV di Bordeaux e di Bègles (Gironda) con sede in quest'ultima città.
La fondazione del club risale al 2006, come fusione dello Stade bordelais (di Bordeaux) e della sezione rugbistica del Club athlétique Bordeaux-Bègles-Gironde (di Bègles), due club che nel passato vinsero, complessivamente, nove titoli di campione di Francia.
La nuova società assunse il nome di Union Stade Bordelais CA Bègles Bordeaux Gironde, abbreviata in USBCABBG; nel 2008 fu adottato il nome con il quale è attualmente conosciuto.
La squadra milita nel Top 14 e disputa le sue gare interne a Bordeaux.

## Storia
Il club fu fondato nel 2006 con l'intento di creare un'unica formazione girondina, in alternativa alle due maggiori che, in passato, avevano vinto nove titoli di Francia (sette lo Stade bordelais, due il CA Bordeaux-Bègles-Gironde).

### Stade bordelais
Lo Stade bordelais, polisportiva fondata nel 1889, vide la sua sezione rugby vincere il campionato nel 1899, prima squadra non parigina a primeggiare in tale competizione. Fino al 1911 furono 7 i titoli nazionali vinti, cui si aggiungono altre 4 finali, perse. Dopo di allora il club militò nelle serie inferiori e, al momento della fusione, si trovava in Pro D2 (seconda serie nazionale).

### Club athlétique Bordeaux-Bègles-Gironde
Il CA Bordeaux-Bègles-Gironde, o CABBG, è un club polisportivo fondato a Bègles nel 1907 come Club Athlétique Beglais; la sezione rugbistica di tale club si diede una tenuta a scacchi bianca e blu, sul modello di quella, multicolore, degli Harlequins, cui i fondatori resero tributo quando la formazione inglese si recò in visita a Bordeaux per disputarvi un match.
In massima serie dal 1913, vi rimase fino al 2003, vincendo due titoli francesi nel 1969 e nel 1991, e una Coppa di Francia nel 1949. Nel 1988 il club assunse la denominazione di CA Bordeaux-Bègles-Gironde.
Il CA Bègles partecipò anche alla prima edizione della Heineken Cup (1995/96), ma nel 2003 retrocesse e, al momento della fusione nel 2006, militava in Fédérale 1 (terza divisione).

### L'unione societaria
Nel 2006 fu deciso dai vertici dei due club di creare un'unica struttura di vertice, in rappresentanza della Gironda, che riunisse le due prime squadre e i rispettivi centri di formazione e d'allenamento; a gestire la fusione furono sei dirigenti, tre per club, e il 22 maggio 2006 il presidente pro-tempore, Philippe Moulia, proveniente dallo Stade bordolais, annunciò la nascita del nuovo club, il cui nome, paritetico, fu Union Stade bordelais CA Bordeaux-Bègles-Gironde, abbreviato in USBCABBG. Il nome, spiegò Moulia, fu scelto per non assegnare preminenza ad alcuna delle due formazioni.
Comunque, anche per ammissione del club stesso, che definì il proprio nome originario «impronunciabile», nel 2008 si decise di cambiare il nome in un altro che, seppur rispettoso del passato delle due società che lo formano, fosse più breve: esso fu quindi ribattezzato in Union Bordeaux Bègles o UBB.
A seguito della fusione, il nuovo club prese il titolo sportivo dello Stade bordelais in Pro D2; le squadre giovanili dei rispettivi club fondatori sono invece rimaste distinte. A presidente del neonato club fu eletto Frédéric Martini che, un anno dopo, si dimise per lasciare il posto all'attuale capo della società, Laurent Marti.

## Palmarès
- Campionati francesi: 9
  - Stade bordelais: 1898/99, 1903/04, 1904/05, 1905/06, 1906/07, 1908/09, 1910/11
  - CA Bordeaux-Bègles-Gironde: 1968/69; 1990/91
- Coppe di Francia: 1
  - CA Bordeaux-Bègles-Gironde: 1948/49
- Champions Cup: 1
  - Union Bordeaux-Bègles: 2024-25